# Ріготт-де-Кондрійо
Ріготт-де-Кондрійо (фр. Rigotte de Condrieu) — м'який непресований французький сир із козячого молока.
Головка сиру має круглу форму 4,2–5 см в діаметрі і 1,9–2,4 см у висоту, вага — 50 г. Жирність сиру — 45 %. Сир має шкоринку, покриту блакитною цвіллю.
13 січня 2009 року Ріготт-де-Кондрійо отримав сертифікат AOC. Він став 45-м французьким сиром, що отримав сертифікат AOC.